# Kastnes Bygdetun
Kastnes Bygdetun är ett norskt friluftsmuseum vid Dyrøysundet i Dyrøy kommun i Troms fylke. Det tillhör Midt-Troms Museum.
Kastnes Bygdetun består av ett bostadshus, en ladugård och en jaktbod. Bostadshuset flyttades till tunet från Lasletta 1989 och ladugården några år senare från Kastneshamn. Jaktboden är ursprungligen en jaktbod som fanns på Kvalnes på andra sidan av fjorden. 
Kastnes Bygdetun ägs av Midt-Troms Museum, medan löpande tillsyn handhas av Ungdomslag Heimhug.